# Jacob Strauß
Jacob Strauß, auch Strauss (* um 1480 in Basel; † vor 1534) war ein evangelischer Theologe, Prediger und Reformator.

## Leben
Über Kindheit, Jugend und Grundausbildung von Jacob Strauß ist kaum etwas bekannt. Um 1495 zog er von Basel weg, um als Lehrer an verschiedenen Orten zu wirken, so 1506 in Straßburg und später in Horb. Nach 1500 trat er in den Orden der Dominikaner ein. 1515 studierte er in Freiburg im Breisgau, wo er 1516 Lehrer der Philosophie wurde und den akademischen Grad eines Doktors der Theologie erwarb.
Wie er zu einem reformatorischen Glauben gekommen ist, ist nicht überliefert. Ab 1521 trat er als evangelischer Stiftsprediger in Berchtesgaden auf. Kurz darauf ging er mit Christoph Söll, einem Gesellpriester des Stifts Berchtesgaden weiter nach Tirol, wo er zuerst in Schwaz predigte und wegen Widerstand von Bruder Michael aus dem Rittergeschlecht von Brauneck nach Hall in Tirol übersiedelte. Hier hielt er zuerst exegetische Vorlesungen in lateinischer Sprache, dann predigte er im Frauenkloster, in der Pfarrkirche St. Nikolas und unter freiem Himmel, wo ihm Tausende zuhörten. Dabei bekämpfte er die katholischen Bruderschaften, missbräuchliche Geistliche und falsch verstandene Riten und Frömmigkeit.
Bischöflichen Zitationen folgte er nicht, und die Regierung in Innsbruck ging zunächst nicht gegen ihn vor. Gesandtschaften des Haller Rats scheinen im ersten Moment erfolgreich eine Ausweisung verhindert zu haben. Ein Brief des Bischofs von Brixen, zu dessen Diözese Hall gehörte, führte jedoch zum Handeln der landesfürstlichen Regierung, da man nun fürchtete, der Kaiser könne in dieser Frage selbst eingreifen. Am 4. Mai 1522 hielt Strauß seine letzte Predigt in Hall, sechs Tage später wurde er ausgewiesen.
Nach einem kurzen Abstecher ins Zillertal zog Strauß zu Bartholomäus Bernhardi nach Sachsen. Martin Luther empfahl ihn dem Grafen Georg von Wertheim, der ihn aber nach wenigen Monaten wegen seines stürmischen Wesens entließ. Im Dezember 1522 nahm er an einer Disputation in Weimar teil. Nun ging er nach Eisenach, wo er ab Januar 1523 als Schriftsteller, Prediger an St. Georg, der größten Kirche der Stadt, und Reformator tätig wurde. Zusammen mit Burkhard Hund wurde als Visitator der Kirchen eingesetzt, und er zog auch Georg Witzel bei, den er als Pfarrer in Wenigen-Lubnitz installiert hatte. Sie schafften die Messe ab, bekämpften die Lehre vom Fegefeuer und befürworteten die Priesterehe gegen den Zölibat.
Strauß übernahm die Rechtfertigung durch Glauben von Martin Luther, aber er betonte stärker die ethischen Implikationen und praktischen Reformen, die dieser Glaube auswirken müsse. Die Erlösung am Kreuz durch Jesus Christus und die Taufe waren für ihn Aufforderungen zur lebenslangen Buße und Umkehr. Deshalb nahm er auch die sozialen Forderungen der Zeit auf, predigte gegen Zins und Wucher, ging aber noch weiter und erklärte die Gebote des Alten Testaments für verbindliche bürgerliche Gesetze. Kanzler Gregor Brück forderte Luther zu einem Gutachten über Straußens Thesen auf. Luther und Philipp Melanchthon suchten auch persönlich auf ihn einzuwirken und ihn von seinen festen Meinungen abzubringen. Am 24. April 1525 rief er dazu auf, die altgläubige Geistlichkeit aus der Stadt zu vertreiben, etliche Bürger folgten ihm und verwüsteten zusätzlich Kirchen und Klöster. Indessen erwarteten die Bauern, dass er sich ihnen anschloss, und waren enttäuscht, als er und Amtmann Hans Oswald sie beschwichtigen wollten.
Nach der Niederlage der Bauern wurde er in Haft genommen und verhört, aber er kam glimpflich davon. Strauß sah nicht ein, dass er die Bauern auf den Weg der Selbsthilfe gewiesen hatte. Im Herbst 1525 musste er Eisenach verlassen, und als kranker Mann ging er zuerst nach Nürnberg und dann nach Schwäbisch Hall. Im März 1526 verlieh ihm Markgraf Philipp von Baden ein Kanonikat in Baden-Baden. Dort mischte er sich noch in den Abendmahlsstreit ein und schrieb gegen Johannes Oekolampad und Ulrich Zwingli, die ihn jedoch kaum oder abschätzig beachteten, und stellte sich auf die Seite Martin Luthers. Es ist nicht sicher, ob sich Strauß infolge dieser Auseinandersetzungen mit der katholischen Kirche versöhnte; denn seine letzten Jahre sind wiederum in Dunkel gehüllt.

## Schriften (Auswahl)
- Ein verstendige tröstlich Leer über das wort Sanct Paulus, Strassburg 1522.
- Underricht D. Jacob Straussen, wartzu die Bruderschafften nütz seyen, Erfurt 1522.
- Ein kurtz christlich untherricht von dem besondern erdichten pruderschafften denen von hal im inthal, 1522.
- Sermon über der Pfaffen Ee, 1523.
- Widder den Simonieschen Tauff, 1523.
- Haubtstuck unnd Artickel Christlicher leer wider den unchristlichen wucher, Strassburg 1523 (mit 51 Thesen).
- Ein neüw wunderbarlich Beychtbüchlin, Augsburg 1523.
- Eyn Sermon uber das Evangelium Luce am. XIX, Erfurt 1523.
- Eyn Sermon In der deutlich angezeigt und gelert ist die pfaffen Ee, Erfurt 1523.
- Wider den Symoneischen Tauff und erkaufften ertichten Crysem und oel, Strassburg 1524.
- Aufruhr, Zwietracht und Uneinigkeit fürzukommen, unüberwindlich lehr, 1525.
- Wider den unmilten Irrthumm Maister Ulrichs zwinglins, Augsburg 1526.
- Das der war leyb Christi und seyn heiliges blüt, im Sacrament gegenwertig sey, Augsburg 1527.